# Центральный рынок (Гомель)
Центральный рынок (бел. Цэнтральны рынак) — центральный универсальный городской базарный рынок города Гомеля.
Крытый рынок построен в 1990 году. Проект рынка был уникальным для своего времени. Перекрытие выполнялось без каких-либо промежуточных опор. Сооружение стало одним из первых в республике, да и во всём СССР, перекрытых клеедеревянными арками. Мощная деревянная конструкция была возведена без единого гвоздя.
Ширина пролетов 60 метров.
Всего на Центральном рынке торгует свыше 1540 предпринимателей.

## Описание

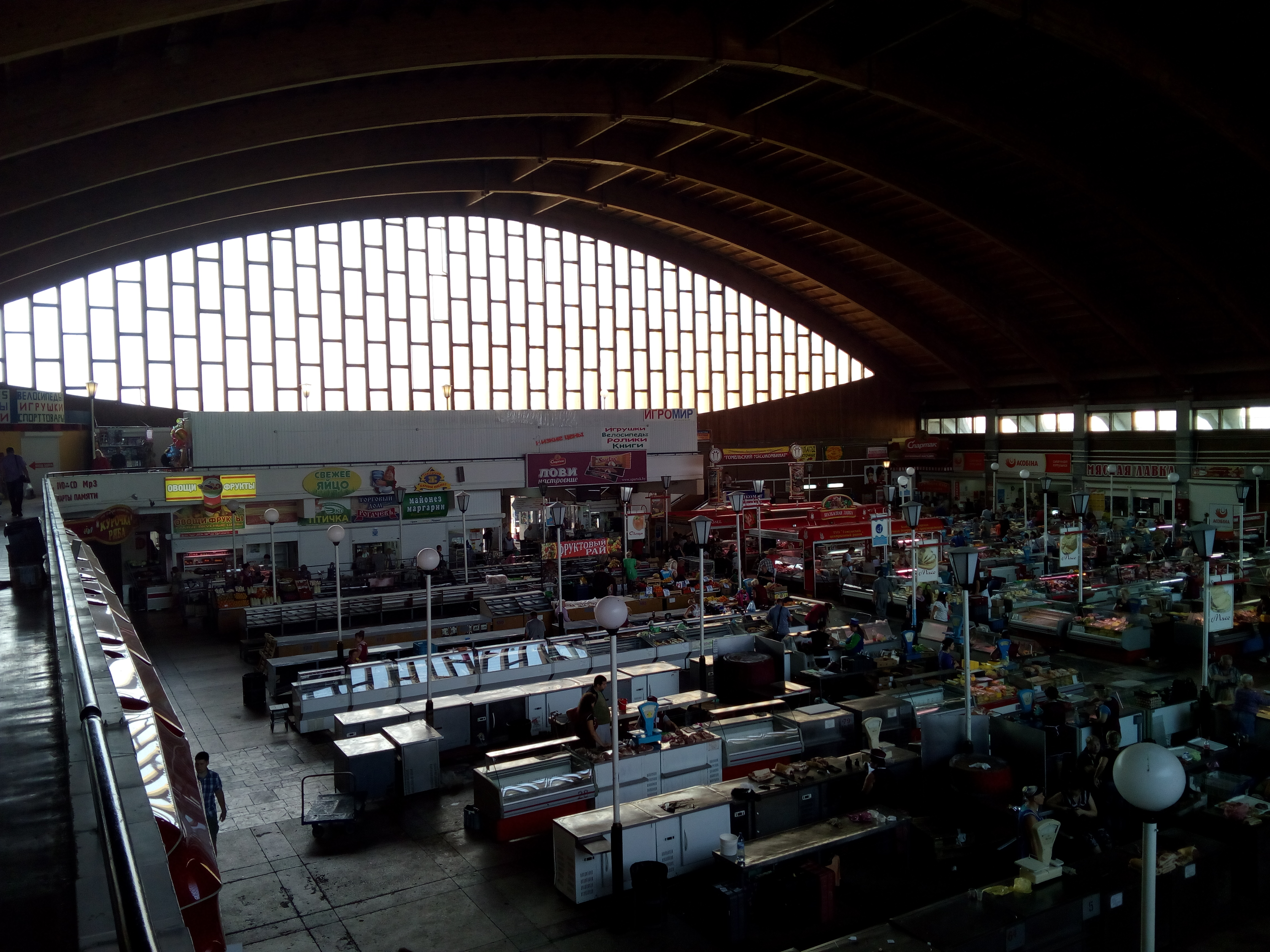
Продовольственный крытый рынок

Центральный рынок состоит из пяти секторов:
- 1-й сектор — продовольственный крытый рынок;
- 2-й сектор (со стороны улицы Карповича) — торговля фруктами-овощами, бакалейными товарами, а также одеждой и обувью (два года назад здесь произведена замена большинства старых торговых рядов на современные — роллетного типа);
- 3-й сектор — прежде здесь размещались вещевые ряды устаревшего типа, сейчас на этих площадях идет строительство торгового центра;
- 4-й сектор — вещевые ряды, часть из которых роллетного типа, часть — устаревшие (деревянные с навесами);
- 5-й сектор — примыкающая к крытому рынку территория со стороны улицы Катунина, где идет торговля сельхозпродукцией с личных подворий, а также продукцией фермерских хозяйств.